# Olympische Sommerspiele 2008/Teilnehmer (Peru)
| Gelbes Symbol für Goldmedaillen mit stilisierten Olympischen Ringen | Graues Symbol für Silbermedaillen mit stilisierten Olympischen Ringen | Braundes Symbol für Bronzemedaillen mit stilisierten Olympischen Ringen |
| ------------------------------------------------------------------- | --------------------------------------------------------------------- | ----------------------------------------------------------------------- |
| —                                                                   | —                                                                     | —                                                                       |

Peru nahm an den Olympischen Sommerspielen 2008 in Peking mit 13 Athleten teil.

## Teilnehmer nach Sportarten

### Badminton
- Claudia Rivero

### Fechten
- María Luisa Doig

### Gewichtheben
- Cristina Cornejo

### Judo
- Carlos Zegarra

### Leichtathletik
- Constantino León
- Maria Portilla
- Louis Tristan

### Ringen
- Sixto Barrera

### Schwimmen
- Emmanuel Crescimbeni
- Valeria Silva

### Schießen
- Marco Matellini

### Segeln
- Paloma Schmidt

### Taekwondo
- Peter López